# Nicolas Volkonsky

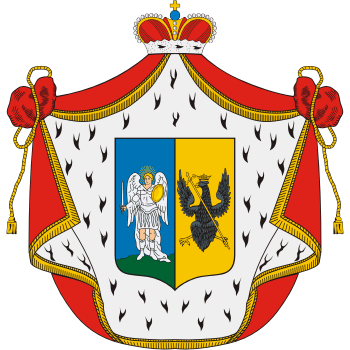
Armes des princes Volkonsky

Nicolas Sergueïevitch Volkonsky (en russe Николай Сергеевич Волконский, translitéré également en Volkonski ou Wolkonsky), né en 1753, mort en 1821,  est un feld-maréchal de l'Empire russe, membre de la famille princière des Volkonsky.

## Biographie
Il devint général aide de camp en 1805, d'abord dans l'armée de Buxhoeveden, puis dans celle de Koutouzov.
Il fut attaché à la suite d'Alexandre Ier en 1812, puis en 1813-1814.
Il est le grand-père maternel de Léon Tolstoï, qui s'est inspiré de lui pour concevoir, dans Guerre et Paix, le personnage de Nicolas Bolkonsky.